# Aequorea macrodactyla
Aequorea macrodactyla is een hydroïdpoliep uit de familie Aequoreidae. De poliep komt uit het geslacht Aequorea. Aequorea macrodactyla werd in 1835 voor het eerst wetenschappelijk beschreven door Brandt. 